# Neil Mašnić
Neil Mašnić (* 10. Mai 2000 in Bielefeld) ist ein deutscher Basketballspieler bosnisch-herzegowinischer Abstammung.

## Werdegang
Mašnić begann seine Laufbahn im Alter von neun Jahren beim SV Brackwede in Bielefeld. Über den Lokalrivalen TSVE Bielefeld wechselte Mašnić in die Jugendabteilung der Paderborn Baskets und spielte dort in der NBBL. Es folgte ein Jahr in den USA, wo er in St. James im Bundesstaat New York zur Schulmannschaft der Knox School gehörte. Das Angebot eines College-Stipendiums schlug er aus und kehrte zum TSVE Bielefeld zurück. In der Saison 2019/20 spielte Neil Mašnić für die Baskets Juniors Oldenburg in der drittklassigen 2. Bundesliga ProB. Im Sommer 2020 wechselte er in die niederländische Dutch Basketball League zum Verein BAL Weert, mit dem er ein Jahr später den niederländischen Pokal gewann.
Im Sommer 2023 kehrte er nach Deutschland und nach Paderborn zurück. Die Mannschaft war zuvor in die 2. Bundesliga ProB abgestiegen. Für die Ostwestfalen erzielte er während der Saison 2024/25 im Mittel 10,1 Punkte je Begegnung. Anschließend nahm er ein Angebot des UBC Münster an und wechselte damit in die nächsthöhere Spielklasse, 2. Bundesliga ProA.

## Erfolge
- Niederländischer Pokalsieger: 2021

## Sonstiges
Neil Mašnić ist der Sohn von Ilijas Mašnić, der mit der bosnisch-herzegowinischen Nationalmannschaft an der Basketball-Europameisterschaft 1993 in Deutschland teilnahm. Neil Mašnić bestand im Jahre 2018 sein Abitur am Bielefelder Gymnasium am Waldhof. Neben seiner Basketballkarriere durchlief er ein Wirtschaftsstudium an der Universität Maastricht.